# Непа (река)
Не́па — река в Иркутской области России, левый приток Нижней Тунгуски.

## Общие сведения
Протекает на Среднесибирском плоскогорье, по территории Катангского района. Берёт начало с Ангарского кряжа, течёт в глубокой долине, извилиста. Питание преимущественно снеговое. Замерзает в октябре, вскрывается во 2-й половине мая. Пригодна для сплава.
Длина — 683 км, площадь водосборного бассейна — 19 100 км². По данным наблюдений с 1966 по 1999 год среднегодовой расход воды в районе села Ика (185 км от устья) составляет 62 м³/с. Впадает в Нижнюю Тунгуску в 2477 км от её устья. Судоходна от села Токма до устья, этот участок протяжённость 532 км входит в перечень внутренних водных путей Российской Федерации.
Основные притоки — Чангиль, Суринда, Чамбета.

## Данные водного реестра
По данным государственного водного реестра России и геоинформационной системы водохозяйственного районирования территории РФ, подготовленной Федеральным агентством водных ресурсов:
- Бассейновый округ — Енисейский
- Речной бассейн — Енисей
- Речной подбассейн — Нижняя Тунгуска
- Водохозяйственный участок — Нижняя Тунгуска от истока до водомерного поста у посёлка Кислокан[5].